# Parochodaeus howdeni
Parochodaeus howdeni es una especie de coleóptero de la familia Ochodaeidae.

## Distribución geográfica
Habita en México y Texas en (Estados Unidos).